# Passo di Campolongo
Il passo di Campolongo (Jouf de Ćiaulonch in ladino) è un valico alpino delle Dolomiti posto a 1.875 m s.l.m., al confine fra Veneto e Trentino-Alto Adige. Si trova immediatamente a est del Gruppo del Sella, e mette in comunicazione Arabba (frazione di Livinallongo del Col di Lana) con Corvara in Badia, unendo quindi la val Cordevole con la val Badia. 

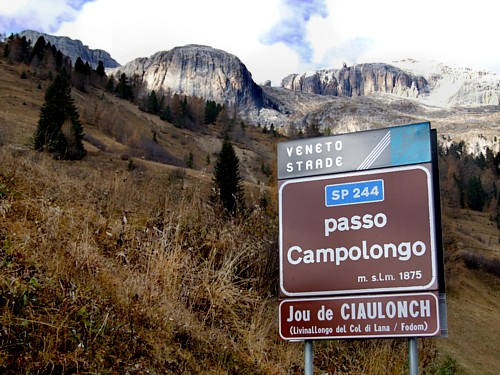
Vista dal valico verso il Sella

È posto nel cuore delle Dolomiti e, con i passi Pordoi, Sella e Gardena, forma il Sellaronda, rinomato percorso sciistico, escursionistico e ciclistico attorno al Gruppo del Sella.

## Ciclismo

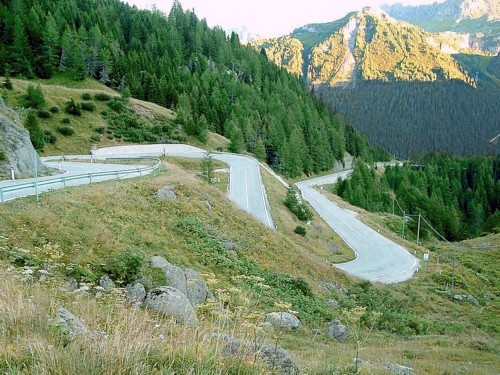
Un tratto della salita da Arabba

Il Campolongo è uno dei passi dolomitici più percorsi dai cicloamatori e dalle competizioni ciclistiche. Presenta lunghezze e pendenze non impegnative da tutti e due i versanti:
- da Arabba la salita misura 5 km con una pendenza media del 6% e massima del 10%;
- da Corvara si sale per 5 km con una pendenza media del 5% e massima del 9%.

Al Giro d'Italia è stato scalato per la prima volta nel 1949, e da allora è stato inserito nel percorso in svariate edizioni:
| Anno | Tappa                                    | Primo in vetta                                                      | Versante scalato           |
| ---- | ---------------------------------------- | ------------------------------------------------------------------- | -------------------------- |
| 1949 | 11ª: Bassano del Grappa > Bolzano        | Fausto Coppi                                                        | Arabba                     |
| 1950 | 9ª: Vicenza > Bolzano                    | Jean Robic                                                          | Arabba                     |
| 1954 | 20ª: San Martino di Castrozza > Bolzano  | Fausto Coppi                                                        | Arabba                     |
| 1958 | 17ª: Levico Terme > Bolzano              | Jean Brankart                                                       | Arabba                     |
| 1969 | 21ª: Rocca Pietore > Cavalese            | Michele Dancelli                                                    | Arabba                     |
| 1970 | 20ª: Dobbiaco > Bolzano                  | Martin Van Den Bossche                                              | Corvara in Badia           |
| 1983 | 20ª: Selva di Val Gardena > Arabba       | Faustino Rupérez (1º passaggio) Alessandro Paganessi (2º passaggio) | Corvara in Badia (2 volte) |
| 1984 | 20ª: Selva di Val Gardena > Arabba       | Flavio Zappi (1º passaggio) Laurent Fignon (2º passaggio)           | Corvara in Badia (2 volte) |
| 1986 | 21ª: Bassano del Grappa > Bolzano        | Pedro Muñoz Machín Rodríguez                                        | Arabba                     |
| 1989 | 14ª: Misurina > Corvara in Badia         | Flavio Giupponi                                                     | Arabba                     |
| 1992 | 14ª: Corvara in Badia > Monte Bondone    | Giuseppe Calcaterra                                                 | Corvara in Badia           |
| 1993 | 14ª: Corvara in Badia > Corvara in Badia | Claudio Chiappucci                                                  | Arabba                     |
| 1997 | 19ª: Predazzo > Falzes                   | José Jaime González                                                 | Arabba                     |
| 2002 | 16ª: Conegliano > Corvara in Badia       | Julio Alberto Pérez Cuapio                                          | Arabba                     |
| 2007 | 16ª: Agordo > Lienz                      | Fortunato Baliani                                                   | Arabba                     |
| 2016 | 14ª: Alpago (Farra) > Corvara in Badia   | Rubén Plaza                                                         | Corvara in Badia           |
| 2023 | 19ª: Longarone > Tre Cime di Lavaredo    | Davide Gabburo                                                      | Arabba                     |